# Les Angles (Hautes-Pyrénées)
Pour les articles homonymes, voir Les Angles.
Les Angles sont une commune française située dans le centre du département des Hautes-Pyrénées, en région Occitanie. Sur le plan historique et culturel, la commune est de l’ancien comté de Bigorre, comté historique des Pyrénées françaises et de Gascogne.
Exposée à un climat de montagne, elle est drainée par l'Échez, le ruisseau des Graves et par divers autres petits cours d'eau. La commune possède un patrimoine naturel remarquable composé de deux zones naturelles d'intérêt écologique, faunistique et floristique.
Les Angles sont une commune rurale qui compte 131 habitants en 2022, après avoir connu un pic de population de 372 habitants en 1846. Elle fait partie de l'aire d'attraction de Lourdes. Ses habitants sont appelés les Anglesois ou Anglesoises.

## Géographie

### Localisation
La commune des Angles se trouve dans le département des Hautes-Pyrénées, en région Occitanie.
Elle se situe à 17 km à vol d'oiseau de Tarbes, préfecture du département, à 12 km d'Argelès-Gazost, sous-préfecture, et à 5 km de Lourdes, bureau centralisateur du canton de Lourdes-2 dont dépend la commune depuis 2015 pour les élections départementales.
La commune fait en outre partie du bassin de vie de Lourdes.
Les communes les plus proches sont : 
Artigues (1,0 km), Arcizac-ez-Angles (1,2 km), Sère-Lanso (1,6 km), Gez-ez-Angles (1,6 km), Jarret (1,7 km), Lézignan (2,0 km), Bourréac (2,3 km), Arrodets-ez-Angles (2,7 km).
Sur le plan historique et culturel, Les Angles font partie de l’ancien comté de Bigorre, comté historique des Pyrénées françaises et de Gascogne créé au IXe siècle puis rattaché au domaine royal en 1302, inclus ensuite au comté de Foix en 1425 puis une nouvelle fois rattaché au royaume de France en 1607. La commune est dans le pays de Tarbes et de la Haute Bigorre.

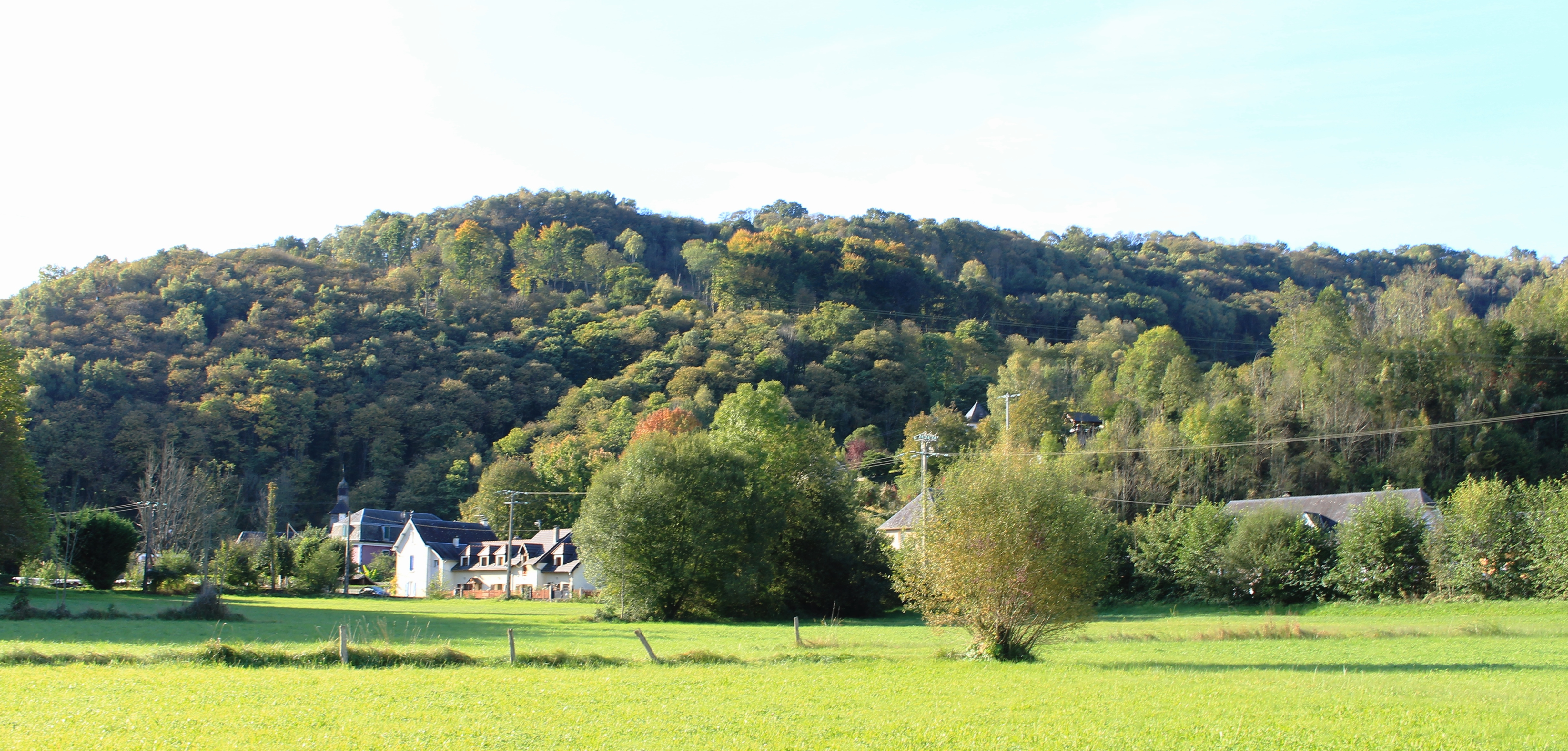
Vue générale du village.

Les communes limitrophes sont Lézignan, Gez-ez-Angles, Jarret, Sère-Lanso, Arcizac-ez-Angles, Arrodets-ez-Angles et Artigues.
|          | Lézignan   | Arcizac-ez-Angles  |
| Jarret   | des Angles | Gez-ez-Angles      |
| Artigues | Sère-Lanso | Arrodets-ez-Angles |

### Hydrographie
La commune est dans le bassin de l'Adour, au sein du bassin hydrographique Adour-Garonne. Elle est drainée par le Échez, le ruisseau des Graves, L'Oussère, le ruisseau des Moulettes et par un petit cours d'eau, constituant un réseau hydrographique de 4 km de longueur totale,.
Le Échez, d'une longueur totale de 64,1 km, prend sa source dans la commune de Germs-sur-l'Oussouet et s'écoule du sud vers le nord. Il traverse la commune et se jette dans l'Adour à Maubourguet, après avoir traversé 26 communes.

### Climat
Le climat est tempéré de type océanique, en raison de l'influence proche de l'océan Atlantique situé à peu près 150 km plus à l'ouest. La proximité des Pyrénées fait que la commune profite d'un effet de foehn, il peut aussi y neiger en hiver, même si cela reste inhabituel.
| Mois                              | jan.  | fév.  | mars  | avril | mai   | juin  | jui.  | août  | sep.  | oct.  | nov.  | déc.  | année   |
| --------------------------------- | ----- | ----- | ----- | ----- | ----- | ----- | ----- | ----- | ----- | ----- | ----- | ----- | ------- |
| Température minimale moyenne (°C) | 0,6   | 1,3   | 2,7   | 5,2   | 8,3   | 11,6  | 14,1  | 13,9  | 11,7  | 8     | 3,6   | 1,3   | 6,9     |
| Température moyenne (°C)          | 5,3   | 6,1   | 7,8   | 10    | 13,3  | 16,7  | 19,3  | 19    | 17,2  | 13,3  | 8,5   | 5,8   | 11,9    |
| Température maximale moyenne (°C) | 9,9   | 11    | 12,9  | 14,8  | 18,3  | 21,7  | 24,5  | 24    | 22,6  | 18,6  | 13,4  | 10,4  | 16,8    |
| Ensoleillement (h)                | 108,8 | 118,8 | 155,6 | 157,2 | 181,3 | 191,5 | 215,5 | 196,4 | 194,5 | 164,4 | 124,4 | 104,4 | 1 912,8 |
| Précipitations (mm)               | 112,8 | 97,5  | 100,2 | 105,7 | 113,6 | 80,7  | 57,3  | 70,3  | 71    | 85,2  | 93    | 112,1 | 1 099,4 |

### Milieux naturels et biodiversité

#### Zones naturelles d'intérêt écologique, faunistique et floristique
L’inventaire des zones naturelles d'intérêt écologique, faunistique et floristique (ZNIEFF) a pour objectif de réaliser une couverture des zones les plus intéressantes sur le plan écologique, essentiellement dans la perspective d’améliorer la connaissance du patrimoine naturel national et de fournir aux différents décideurs un outil d’aide à la prise en compte de l’environnement dans l’aménagement du territoire.
Une ZNIEFF de type 1 est recensée sur la commune,
le « réseau hydrographique des Angles et du Bénaquès » (260 ha), couvrant 35 communes du département et une ZNIEFF de type 2,,
les « coteaux et vallons des Angles et du Bénaquès » (12 879 ha), couvrant 45 communes du département.

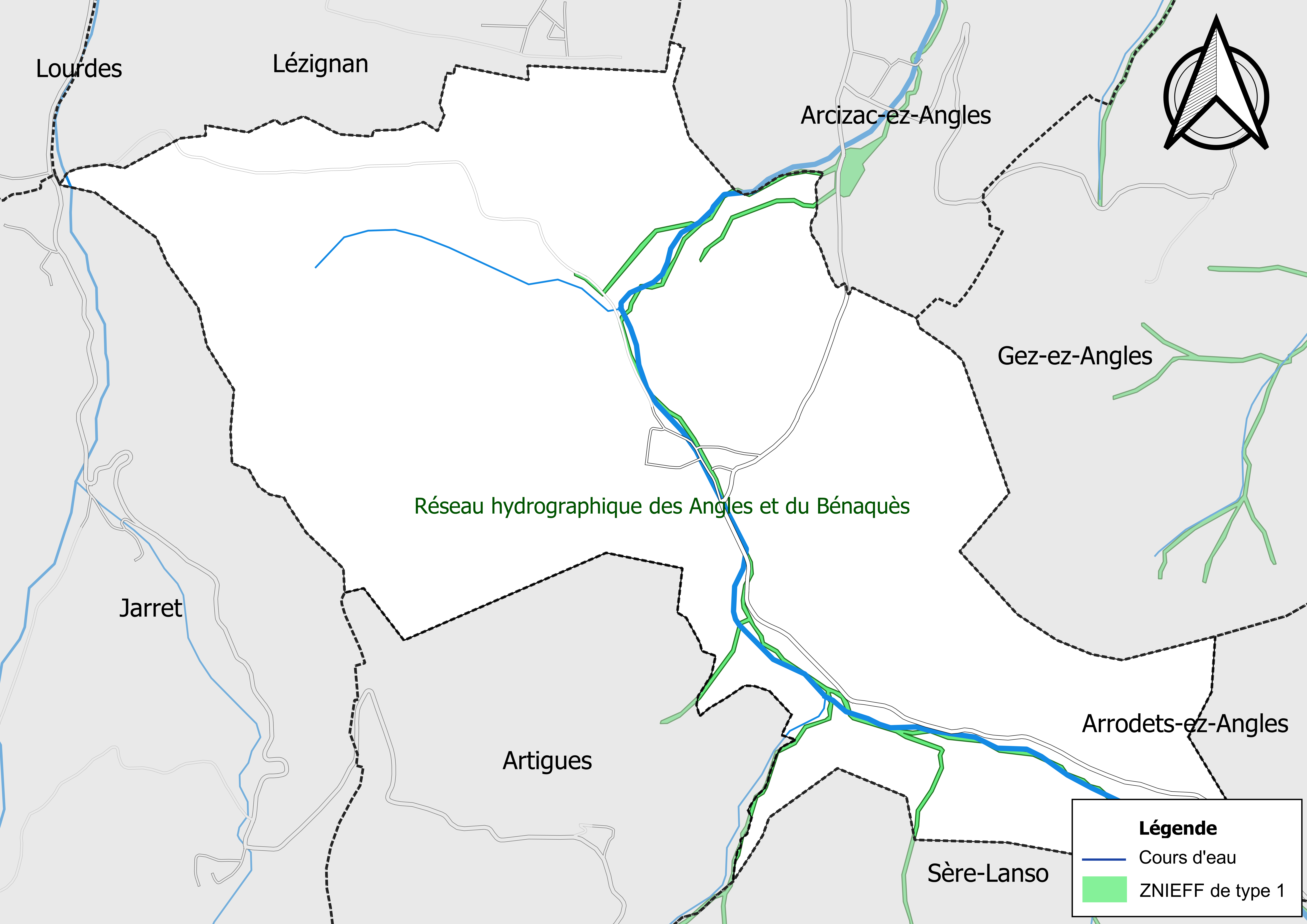
Carte de la ZNIEFF de type 1 sur la commune.
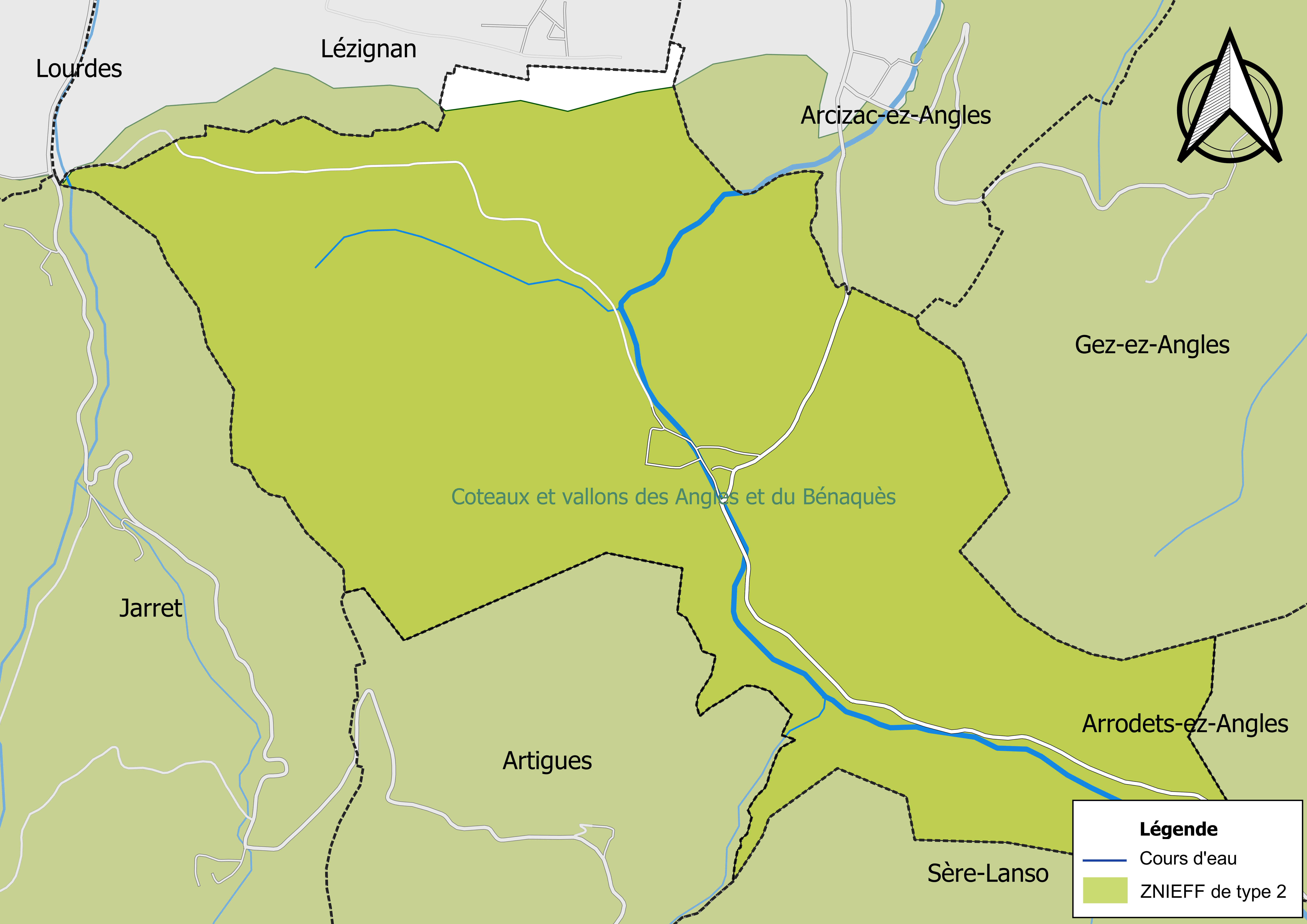
Carte de la ZNIEFF de type 2 sur la commune.

## Urbanisme

### Typologie
Au 1er janvier 2024, Les Angles sont catégorisés commune rurale à habitat dispersé, selon la nouvelle grille communale de densité à sept niveaux définie par l'Insee en 2022.
Elle est située hors unité urbaine. Par ailleurs la commune fait partie de l'aire d'attraction de Lourdes, dont elle est une commune de la couronne,. Cette aire, qui regroupe 45 communes, est catégorisée dans les aires de moins de 50 000 habitants,.

### Occupation des sols
L'occupation des sols de la commune, telle qu'elle ressort de la base de données européenne d’occupation biophysique des sols Corine Land Cover (CLC), est marquée par l'importance des territoires agricoles (68,7 % en 2018), une proportion identique à celle de 1990 (68,7 %). La répartition détaillée en 2018 est la suivante : 
zones agricoles hétérogènes (36,4 %), prairies (30,8 %), forêts (23,5 %), milieux à végétation arbustive et/ou herbacée (7,8 %), terres arables (1,4 %).
L'IGN met par ailleurs à disposition un outil en ligne permettant de comparer l’évolution dans le temps de l’occupation des sols de la commune (ou de territoires à des échelles différentes). Plusieurs époques sont accessibles sous forme de cartes ou photos aériennes : la carte de Cassini (XVIIIe siècle), la carte d'état-major (1820-1866) et la période actuelle (1950 à aujourd'hui).

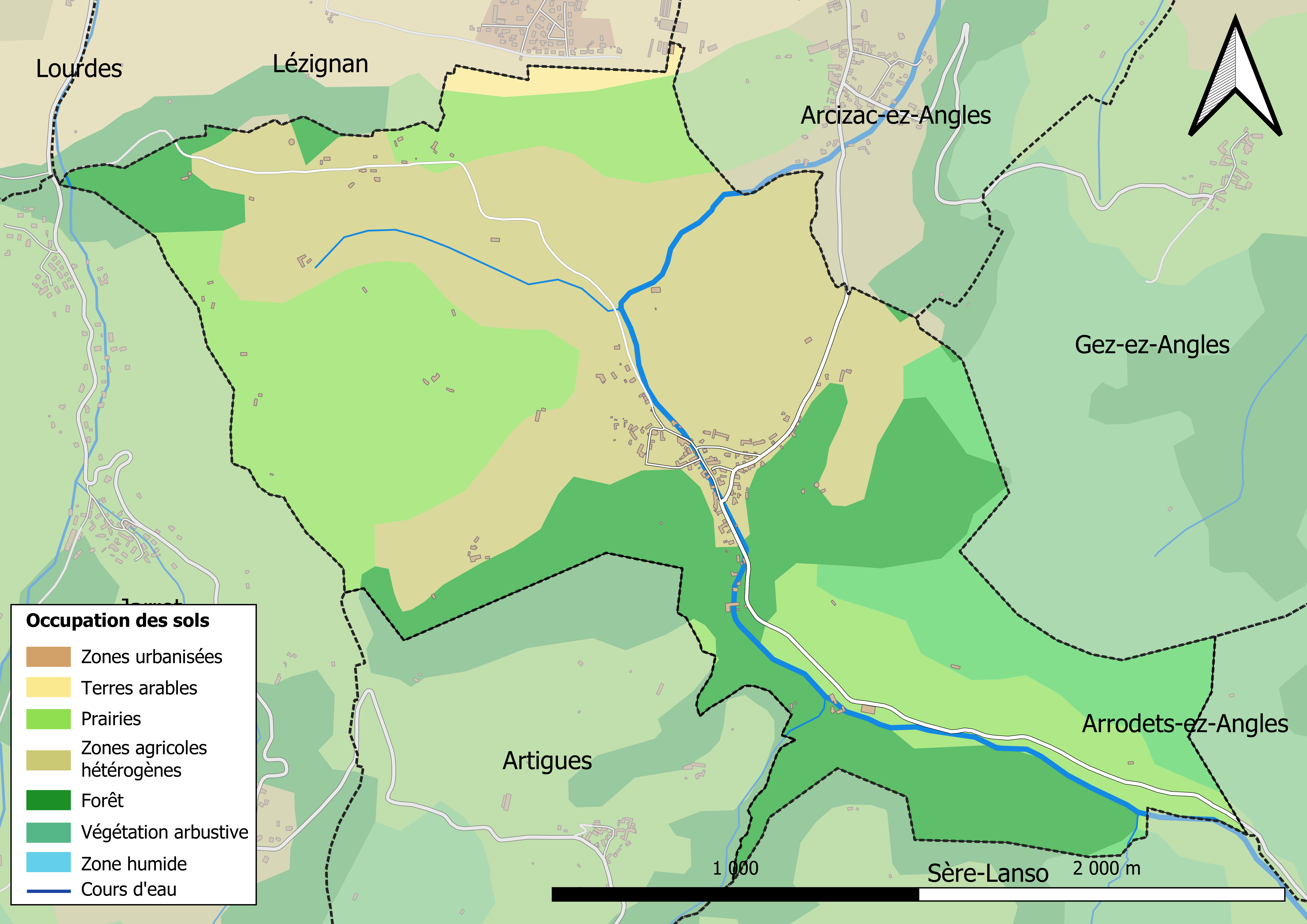
Carte des infrastructures et de l'occupation des sols en 2018 (CLC) de la commune.
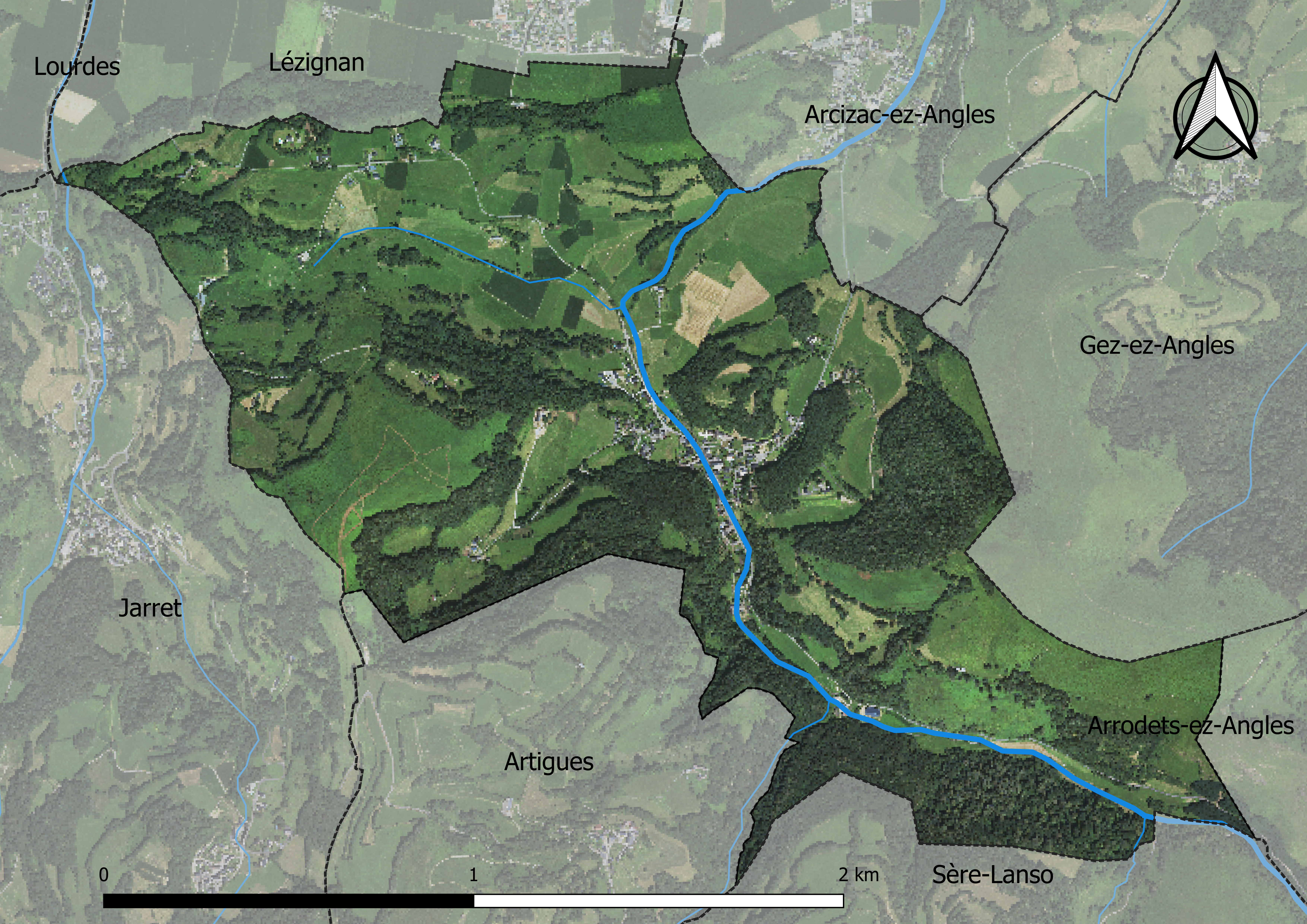
Carte orthophotogrammétrique de la commune.

### Logement
En 2012, le nombre total de logements dans la commune est de 75.

Parmi ces logements, 79,3 % sont des résidences principales, 7,8 % des résidences secondaires et 12,9 % des logements vacants.

### Voies de communication et transports
Cette commune est traversée du sud au nord par la route départementale D 7.

### Risques majeurs
Le territoire de la commune des Angles est vulnérable à différents aléas naturels : météorologiques (tempête, orage, neige, grand froid, canicule ou sécheresse), inondations, feux de forêts, mouvements de terrains et séisme (sismicité moyenne). Un site publié par le BRGM permet d'évaluer simplement et rapidement les risques d'un bien localisé soit par son adresse soit par le numéro de sa parcelle.
Certaines parties du territoire communal sont susceptibles d’être affectées par le risque d’inondation par débordement de cours d'eau, notamment l'Échez. La cartographie des zones inondables en ex-Midi-Pyrénées réalisée dans le cadre du XIe Contrat de plan État-région, visant à informer les citoyens et les décideurs sur le risque d’inondation, est accessible sur le site de la DREAL Occitanie. La commune a été reconnue en état de catastrophe naturelle au titre des dommages causés par les inondations et coulées de boue survenues en 1982, 1999, 2008, 2009 et 2014,.
Les Angles sont exposés au risque de feu de forêt. Un plan départemental de protection des forêts contre les incendies a été approuvé par arrêté préfectoral le 21 avril 2020 pour la période 2020-2029. Le précédent couvrait la période 2007-2017. L’emploi du feu est régi par deux types de réglementations. D’abord le code forestier et l’arrêté préfectoral du 27 octobre 2014, qui réglementent l’emploi du feu à moins de 200 m des espaces naturels combustibles sur l’ensemble du département. Ensuite celle établie dans le cadre de la lutte contre la pollution de l’air, qui interdit le brûlage des déchets verts des particuliers. L’écobuage est quant à lui réglementé dans le cadre de commissions locales d’écobuage (CLE).

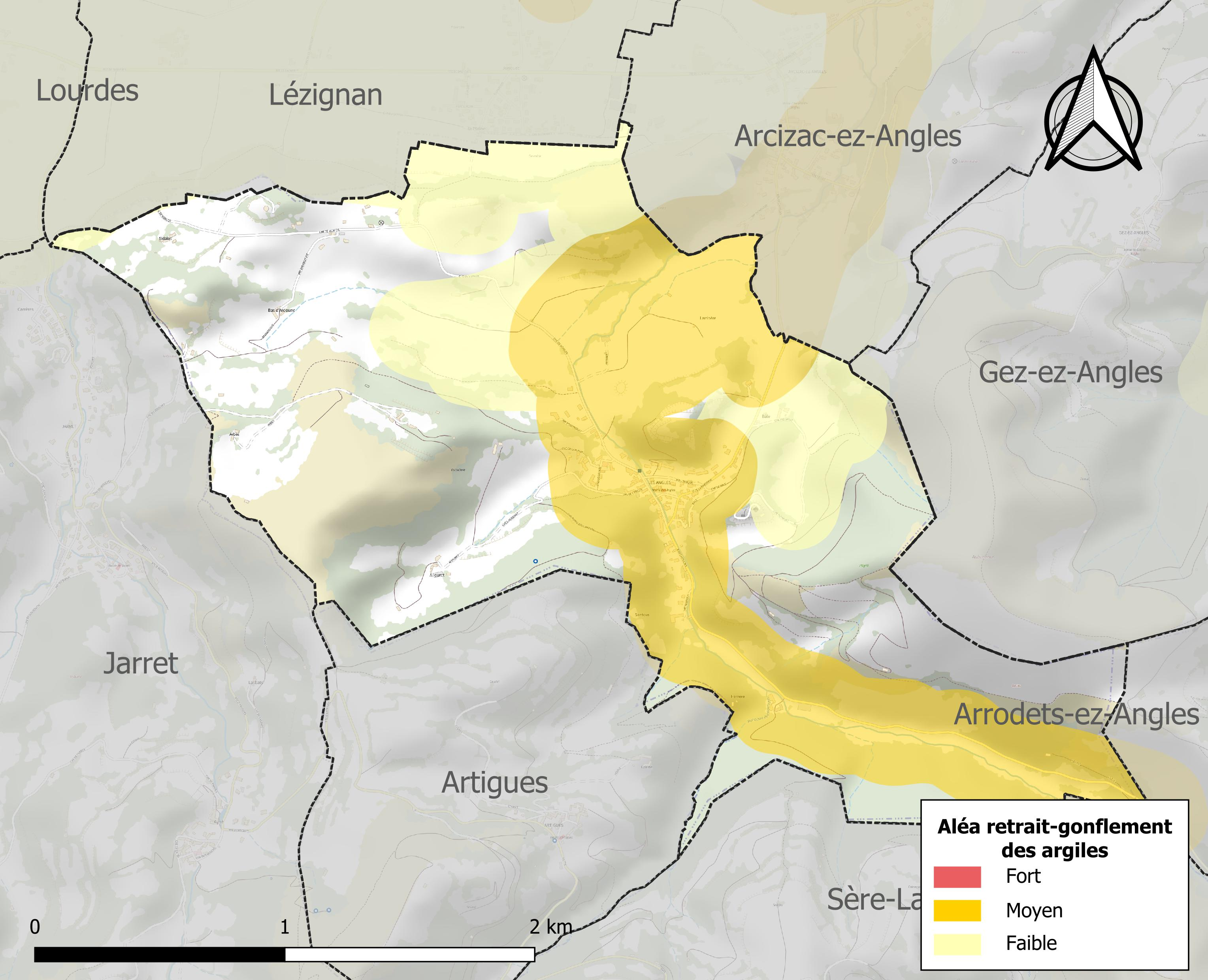
Carte des zones d'aléa retrait-gonflement des sols argileux des Angles.

Les mouvements de terrains susceptibles de se produire sur la commune sont des tassements différentiels.
Le retrait-gonflement des sols argileux est susceptible d'engendrer des dommages importants aux bâtiments en cas d’alternance de périodes de sécheresse et de pluie. 34,1 % de la superficie communale est en aléa moyen ou fort (44,5 % au niveau départemental et 48,5 % au niveau national). Sur les 79 bâtiments dénombrés sur la commune en 2019, 58 sont en aléa moyen ou fort, soit 73 %, à comparer aux 75 % au niveau départemental et 54 % au niveau national. Une cartographie de l'exposition du territoire national au retrait gonflement des sols argileux est disponible sur le site du BRGM,.
Par ailleurs, afin de mieux appréhender le risque d’affaissement de terrain, l'inventaire national des cavités souterraines permet de localiser celles situées sur la commune.
Concernant les mouvements de terrains, la commune a été reconnue en état de catastrophe naturelle au titre des dommages causés par des mouvements de terrain en 1999.

## Toponymie

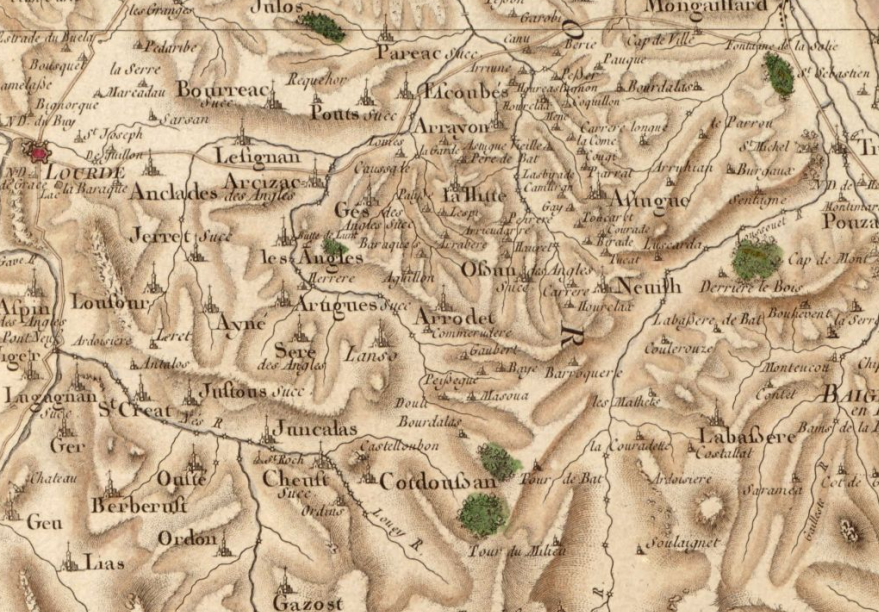
Extrait de la carte de Cassini situant Les Angles à l'est de Lourdes.

On trouvera les principales informations dans le Dictionnaire toponymique des communes des Hautes-Pyrénées de Michel Grosclaude et Jean-François Le Nail qui rapporte les dénominations historiques du village.
Dénominations historiques :
- Augeriu de Angulis, latin (vers 1110, cartulaire de Bigorre, arch. des H.P.) ;
- Auger dels Angles (vers 1125, cartulaire de Bigorre, arch. des H.P.) ;
- loc deus Ancles (1338, livre vert, Bénac) ;
- loc deus Ancles, los Ancles (1429, censier de Bigorre) ;
- Aux Ancles (1541, archives départementales des Pyrénées-Atlantiques B1010) ;
- Les angles (1790, Département 1) ;
- Lous Angles (1790, Département 2) ;
- Les Angles (v 1810, carte de Cassini).

Prononciation locale figurée : [éts 'anglés].

Nom occitan : Eths Angles.
Étymologie : du latin angulus, signifiant angle et désignant aussi une terre en forme de coin. La désignation d'un coin ou recoin de terre aurait une origine médiévale,.

De ce qui précède et de l'histoire associée, il résulte que dans l'ordre chronologique probable, le nom a d'abord été celui d'un village, puis celui de la seigneurie, puis celui du petit pays.

## Histoire
Les vestiges d'un castrum, au lieu-dit le Castet, témoignent d'une présence romaine.

### Les seigneurs des Angles

Écu du premier baron des Angles.

La seigneurie de la baronnie des Angles a existé du Moyen Âge à la Révolution française, en passant au fil des siècles sous le contrôle de différentes familles dont l'historiographie a été retracée par Jean Bourdette dans un ouvrage intitulé Notice des Barons de Angles.
On se reportera à l'article Baronnie des Angles pour l'histoire de cette seigneurie au sein du comté de Bigorre.
Le blason premier des Angles était « à l’écus de gueules tout plain ».
La baronnie des Angles passera dans diverses familles :
- famille des Angles jusqu’en 1310 ;
- famille d’Armagnac de 1310/1377 ;
- Pey de Béarn jusqu'en 1377, marié à Florence de Biscaye et fils de Gaston II de Foix-Béarn
- Jean de Béarn de 1377/1407 ;
- famille d’Armagnac de 1407/1430 ;
- famille de Lomagne de 1430/1481 ;
- famille d’Aure d’Asté de 1481/1534 ;
- famille de Gramont de 1534/1576 ;
- famille de Hélène de Clermont, vicomtesse d’Asté de 1576/1594 ;
- famille de Gramont de 1594/1694 ;
- famille de Lons de 1694/1734 ;
- famille Roux de Gaubert de 1734/1789.

### Les Angles, siège d'un archidiaconé du diocèse de Bigorre

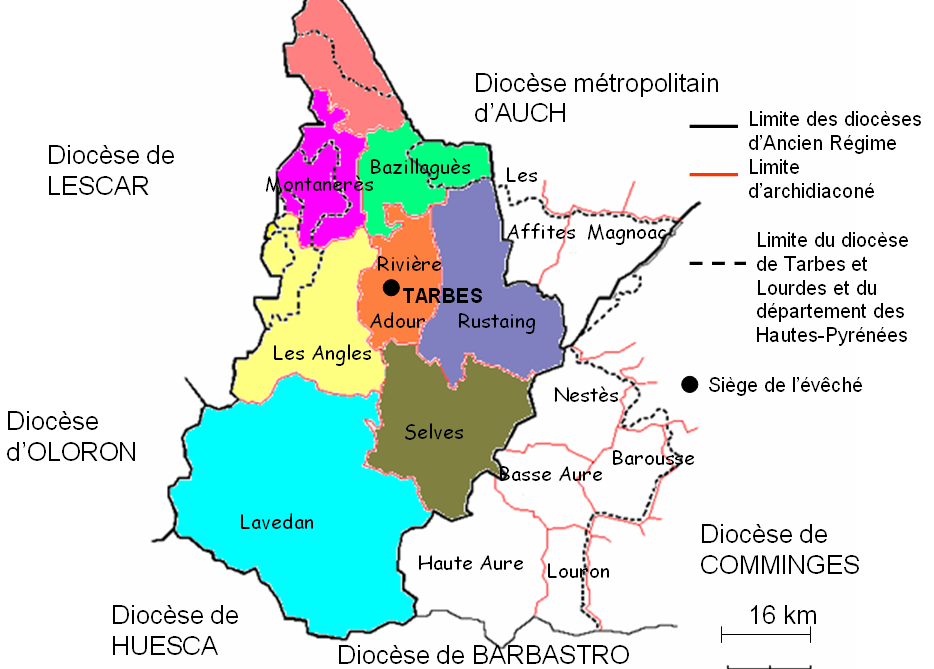
Archidiaconés des Hautes-Pyrénées dont celui des Angles.

En tant que siège d’un archidiaconé et d'un archiprêtré, les Angles furent le centre d’une grande activité ecclésiastique. L’archidiacre résidait à Tarbes près de l’Évêque et gérait  quatre Archiprêtrés dont celui des Angles. Dix-sept communes lui étaient rattachées  en 1342 (voir l'article Baronnie des Angles).
On dénombrait :
- l’église de Saint-Barthélemy située à proximité de la grange Berdolou. Détruite, il ne reste qu’une montjoie commémorative appelée La Vierge de la Berdoulette ;
- l’église de Saint-Étienne  du XVIIe siècle et son retable du XVIIIe siècle, œuvre des frères Ferrère ;
- la chapelle haute détruite pendant les guerres de religion. Reconstruite, elle deviendra une Faderne, puis en 1860 une mairie et une école jusqu'en 1960 ;
- un presbytère construit en 1641, restauré à l’identique en 2003 par la commune, il sert de maison paroissiale.

### Cadastre des Angles
Le plan cadastral napoléonien des Angles est consultable sur le site des archives départementales des Hautes-Pyrénées.

## Politique et administration

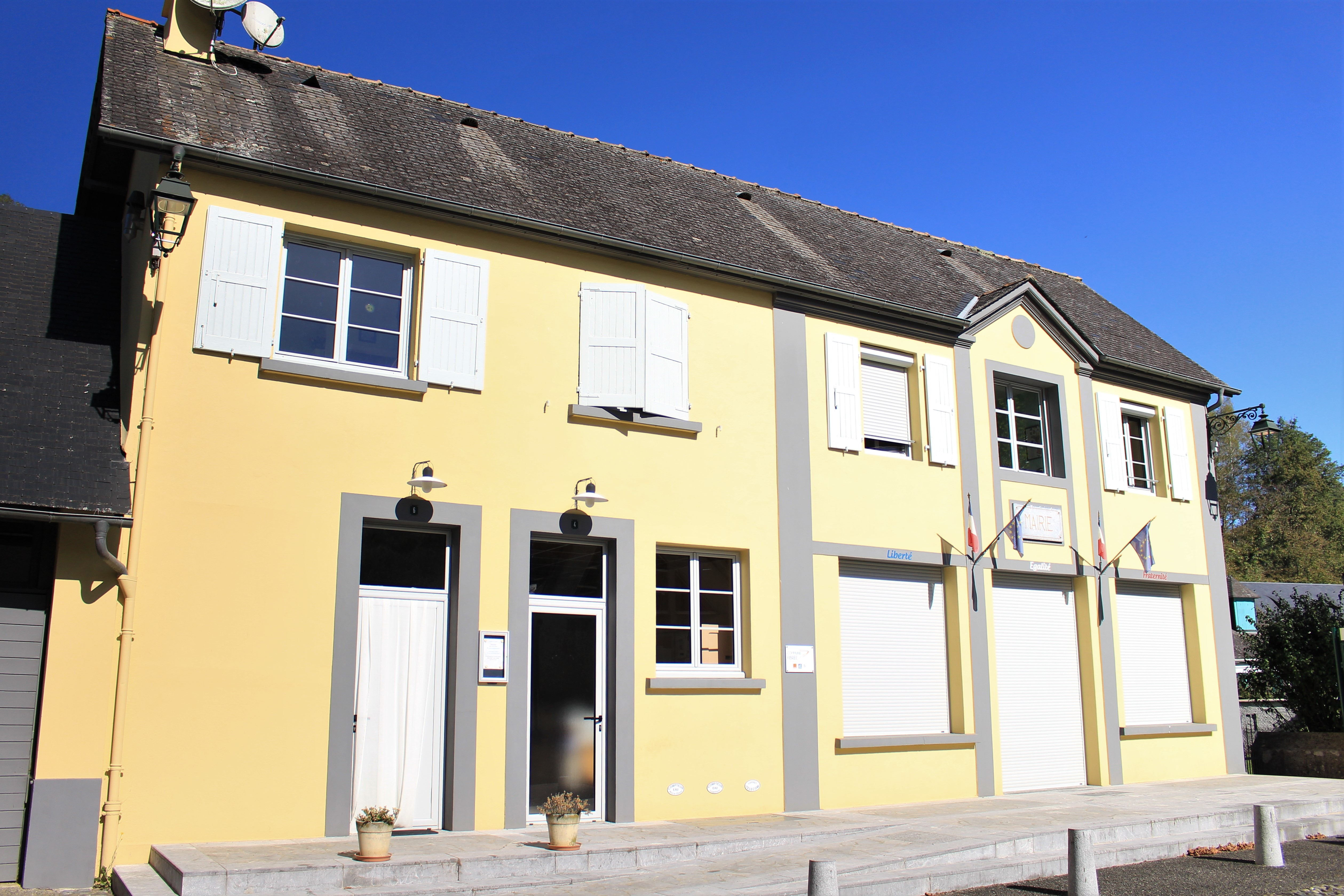
La mairie en 2023.

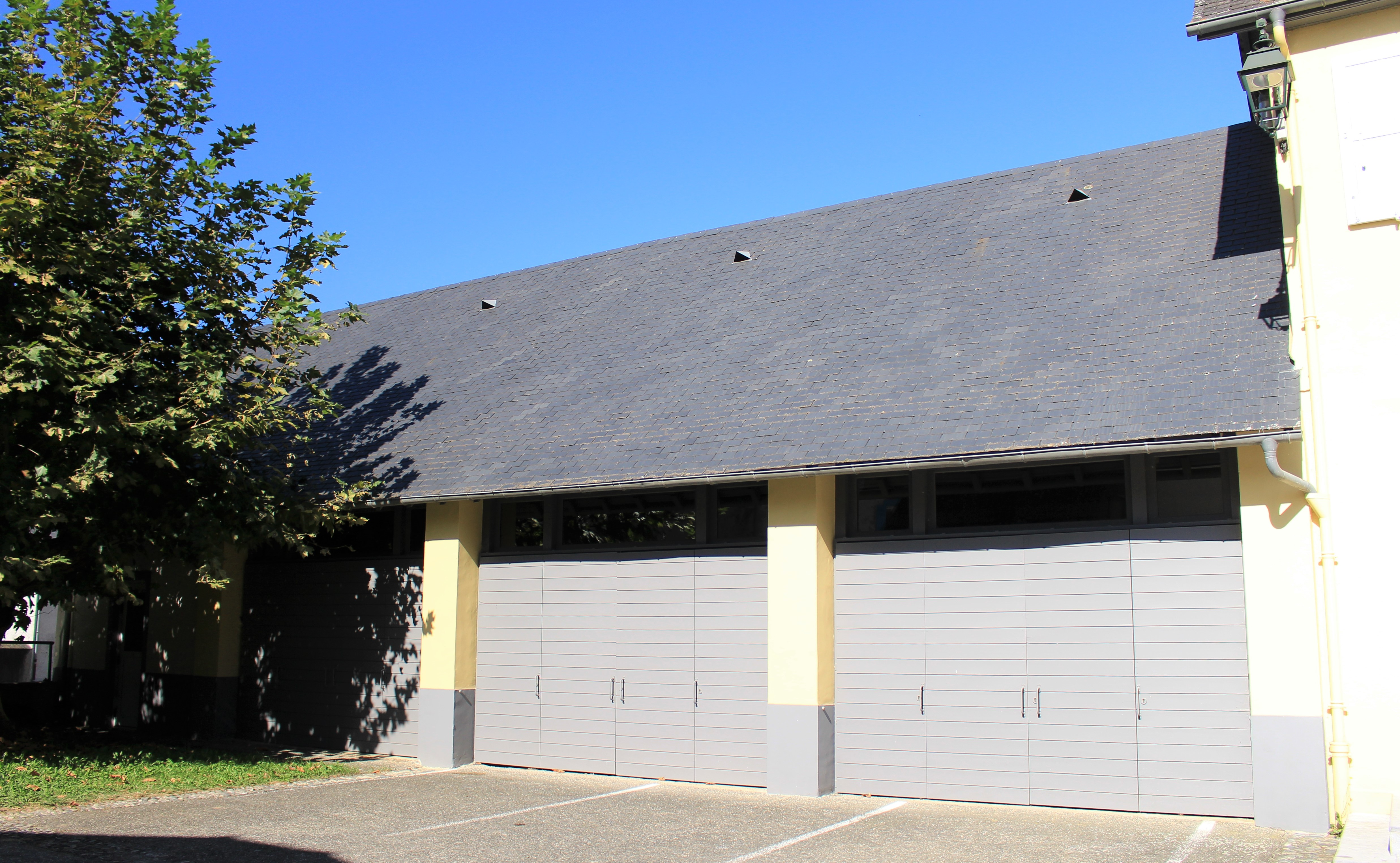
Le foyer rural en 2023.

### Liste des maires
| Période                                  | Période   | Identité              | Étiquette | Qualité |
| ---------------------------------------- | --------- | --------------------- | --------- | ------- |
| Les données manquantes sont à compléter. |           |                       |           |         |
|                                          |           |                       |           |         |
| mars 1945                                | 1953      | Benjamin Cassou       |           |         |
| mars 1953                                | 1965      | François Saintpastous |           |         |
| mars 1965                                | mars 1983 | Savin Cassou          |           |         |
| mars 1983                                | mars 2014 | Jean Cassou           |           |         |
| mars 2014                                | en cours  | Yvette Lacaze         |           |         |

### Intercommunalité
Les Angles appartiennent à la communauté de communes du Pays de Lourdes créée en décembre 2002 et qui réunit 18 communes.

## Population et société

### Démographie

#### Évolution démographique
| 1793 | 1800 | 1806 | 1821 | 1831 | 1836 | 1841 | 1846 | 1851 |
| ---- | ---- | ---- | ---- | ---- | ---- | ---- | ---- | ---- |
| 331  | 330  | 346  | 328  | 356  | 369  | 353  | 372  | 346  |

| 1856 | 1861 | 1866 | 1872 | 1876 | 1881 | 1886 | 1891 | 1896 |
| ---- | ---- | ---- | ---- | ---- | ---- | ---- | ---- | ---- |
| 324  | 343  | 318  | 314  | 293  | 292  | 281  | 262  | 257  |

| 1901 | 1906 | 1911 | 1921 | 1926 | 1931 | 1936 | 1946 | 1954 |
| ---- | ---- | ---- | ---- | ---- | ---- | ---- | ---- | ---- |
| 227  | 212  | 215  | 180  | 190  | 192  | 177  | 151  | 150  |

| 1962 | 1968 | 1975 | 1982 | 1990 | 1999 | 2006 | 2008 | 2013 |
| ---- | ---- | ---- | ---- | ---- | ---- | ---- | ---- | ---- |
| 162  | 151  | 130  | 134  | 145  | 141  | 129  | 126  | 123  |

| 2018 | 2022 | - | - | - | - | - | - | - |
| ---- | ---- | - | - | - | - | - | - | - |
| 130  | 131  | - | - | - | - | - | - | - |

## Économie

### Emploi
| Division       | 2008   | 2013  | 2018  |
| -------------- | ------ | ----- | ----- |
| Commune        | 10,5 % | 2,3 % | 2,6 % |
| Département    | 7,7 %  | 9,4 % | 9,8 % |
| France entière | 8,3 %  | 10 %  | 10 %  |

En 2018, la population âgée de 15 à 64 ans s'élève à 78 personnes, parmi lesquelles on compte 79,5 % d'actifs (76,9 % ayant un emploi et 2,6 % de chômeurs) et 20,5 % d'inactifs,. En  2018, le taux de chômage communal (au sens du recensement) des 15-64 ans est inférieur à celui de la France et du département, alors qu'en 2008 la situation était inverse.
La commune fait partie de la couronne de l'aire d'attraction de Lourdes, du fait qu'au moins 15 % des actifs travaillent dans le pôle,. Elle compte 9 emplois en 2018, contre 9 en 2013 et 11 en 2008. Le nombre d'actifs ayant un emploi résidant dans la commune est de 61, soit un indicateur de concentration d'emploi de 14,7 % et un taux d'activité parmi les 15 ans ou plus de 54,3 %.
Sur ces 61 actifs de 15 ans ou plus ayant un emploi, 7 travaillent dans la commune, soit 12 % des habitants. Pour se rendre au travail, 90,2 % des habitants utilisent un véhicule personnel ou de fonction à quatre roues, 4,9 % s'y rendent en deux-roues, à vélo ou à pied et 4,9 % n'ont pas besoin de transport (travail au domicile).

## Culture locale et patrimoine

### Lieux et monuments

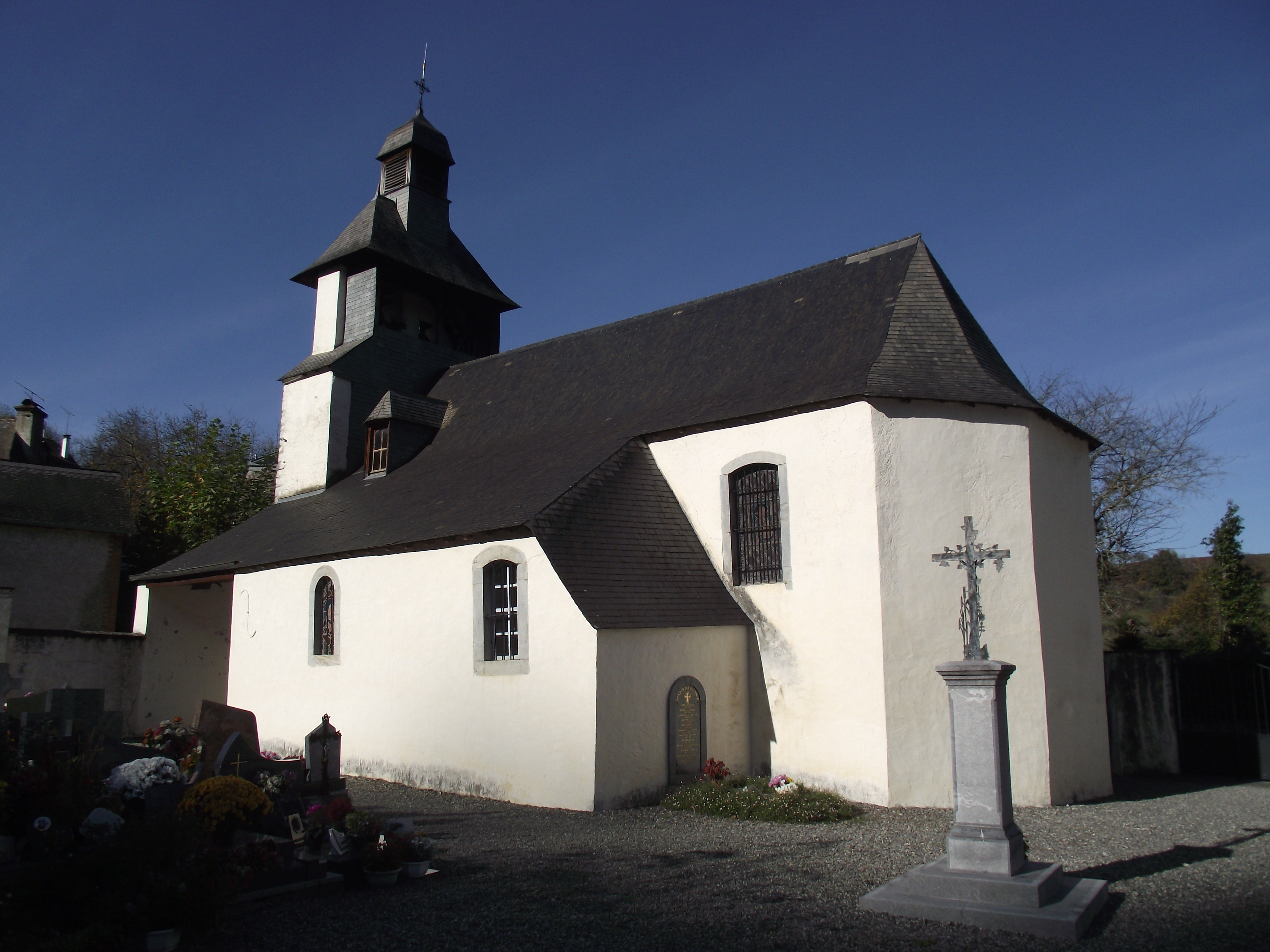
L'église Saint-Étienne.

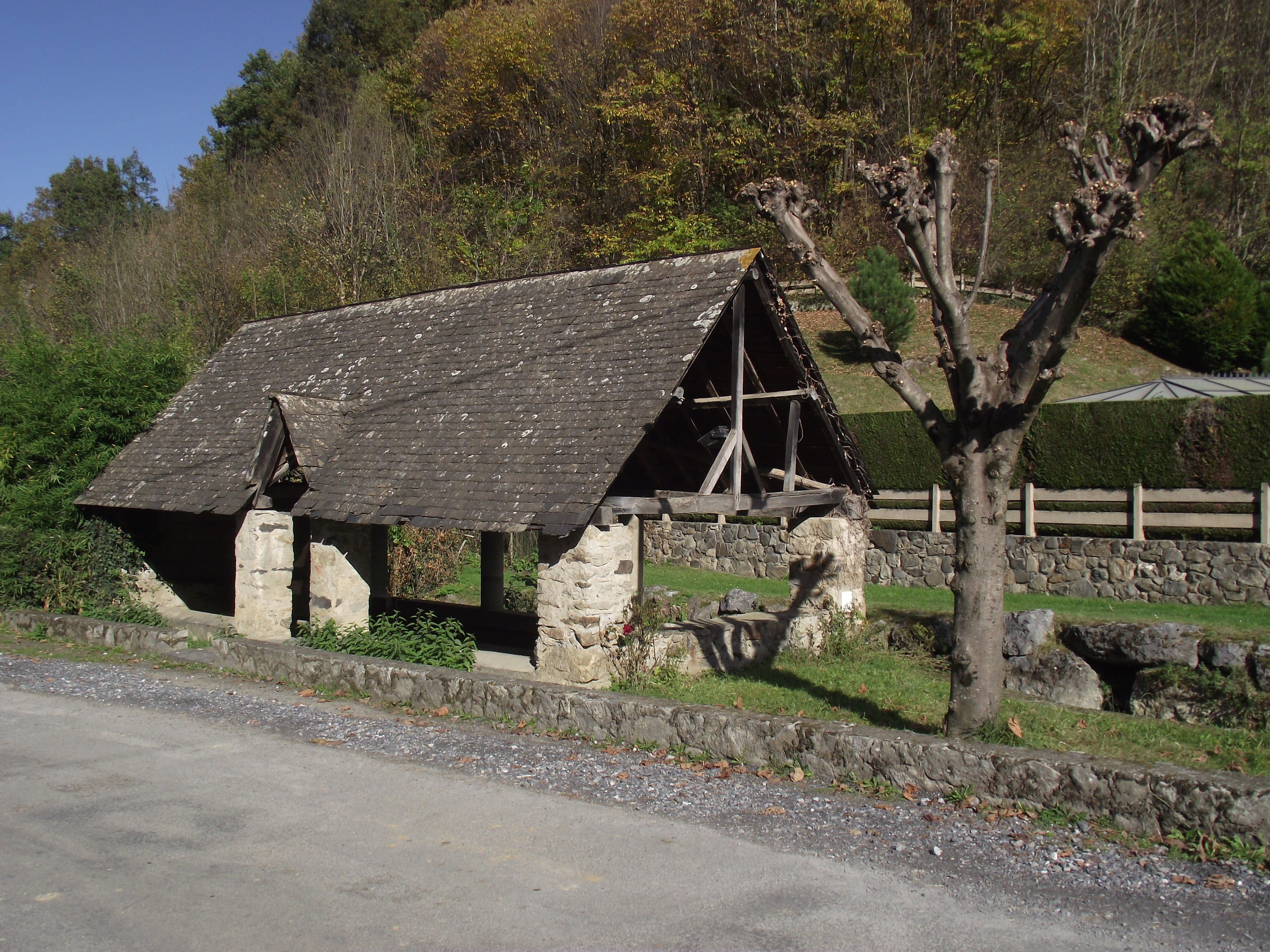
Le lavoir.

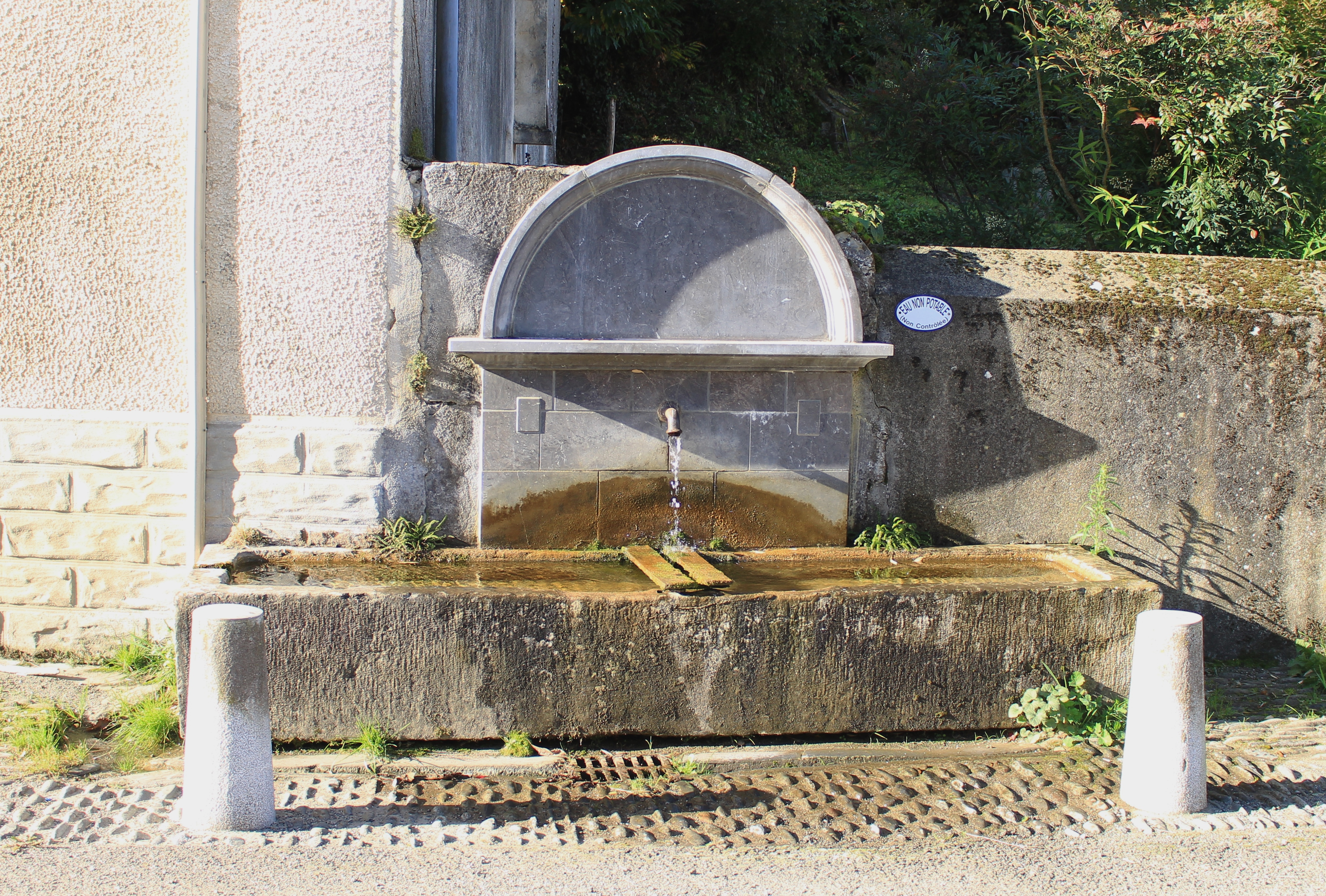
La fontaine.

Outre le château et son moulin, les autres éléments remarquables du village sont son église et des maisons traditionnelles du Pays de Lourdes.

#### Église Saint-Étienne
Église Saint-Étienne construite durant le XVIIe siècle.
Son retable est une œuvre maîtresse de la famille Ferrère.
Il est classé à l'inventaire des monuments historiques.
Visite possible sur demande auprès de la mairie.

Sélection de vues de l'Église Saint-Étienne
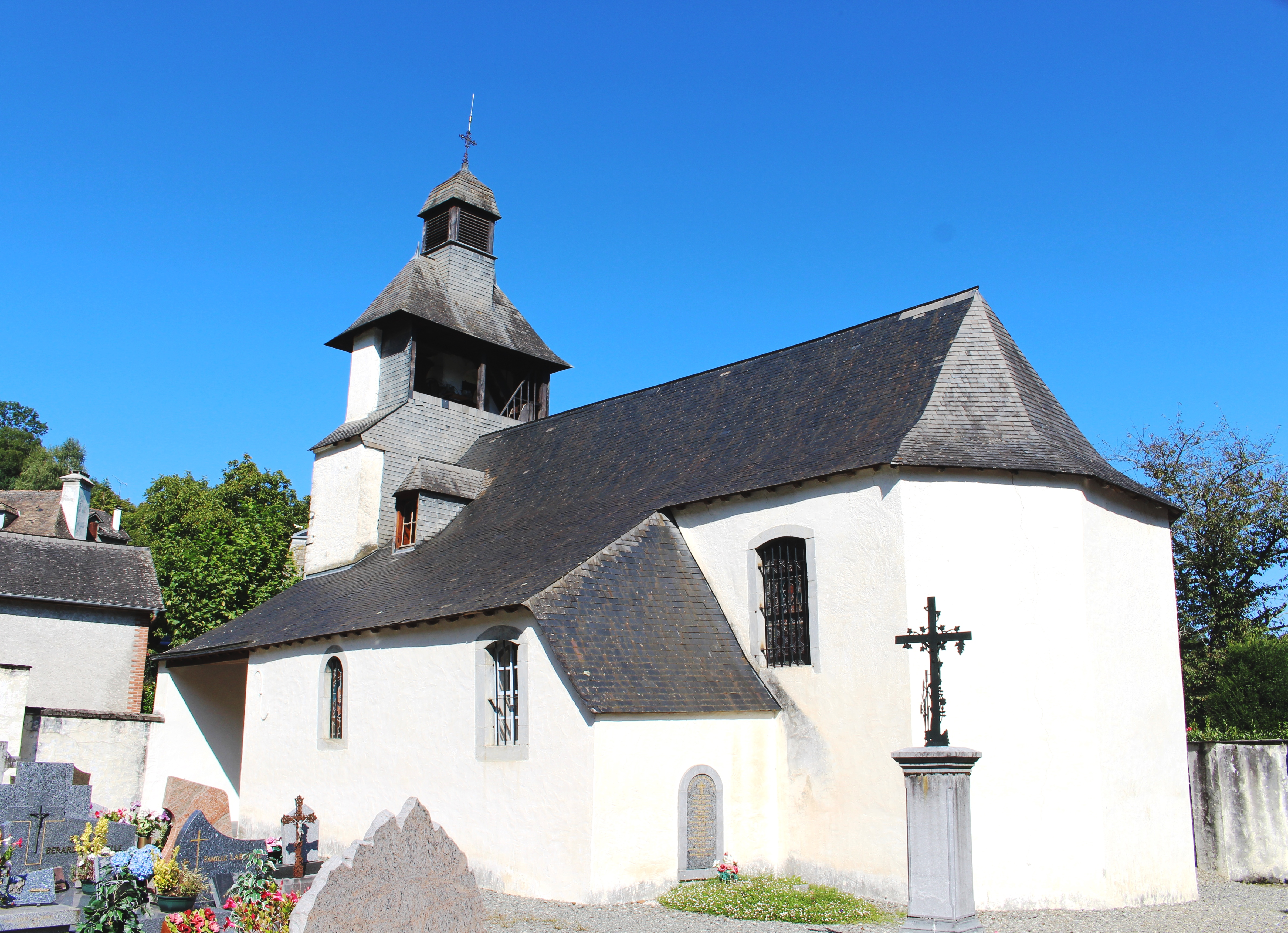
L'église Saint-Étienne en 2017
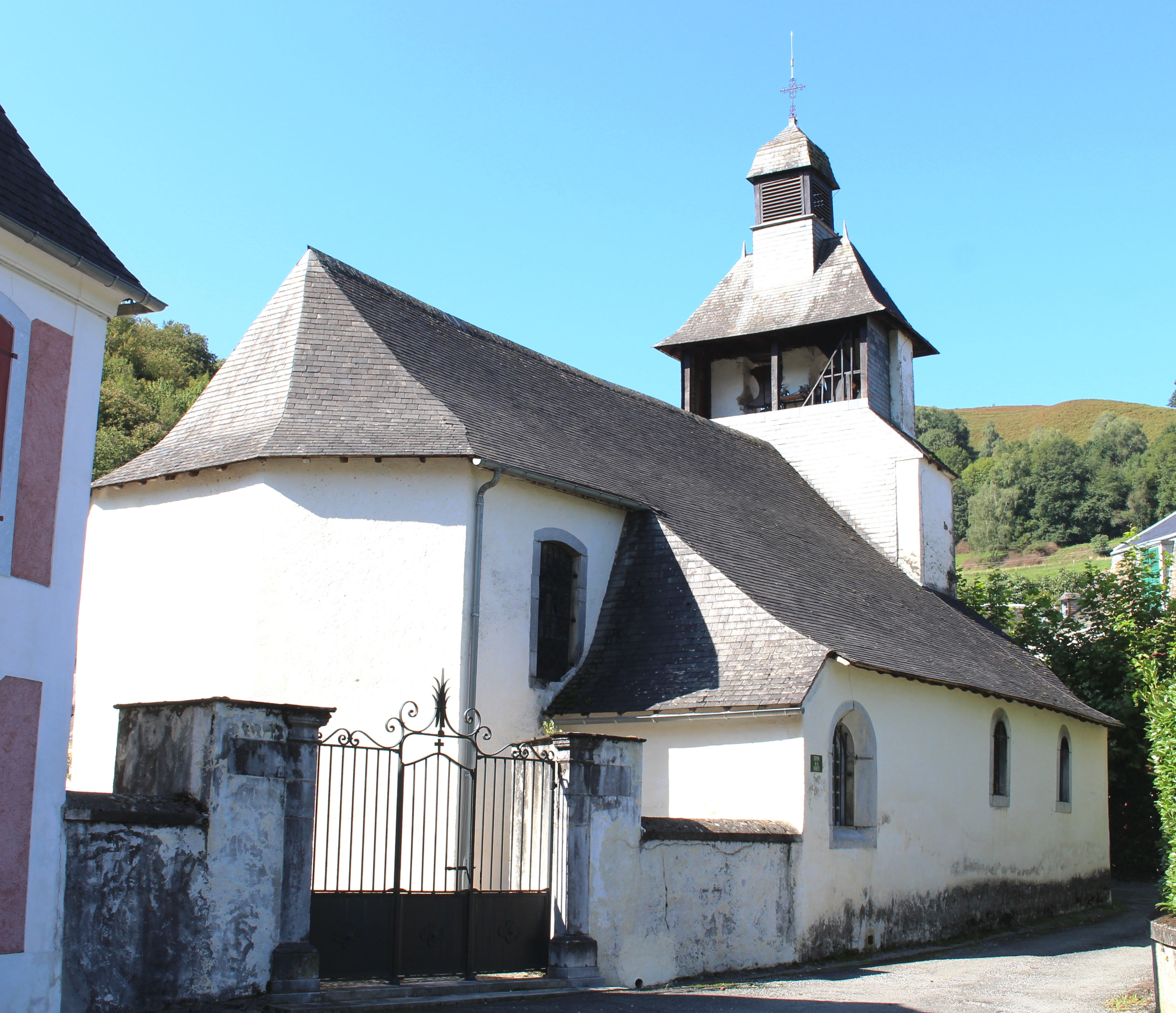

#### Maisons bigourdanes
Les Angles offrent de beaux exemples de maisons traditionnelles typiques du canton de Lourdes-Est. Tel est le cas en particulier du presbytère construit le 10 juin 1641, tombé dans le domaine communal à la Révolution et restauré à l'identique en 2003.

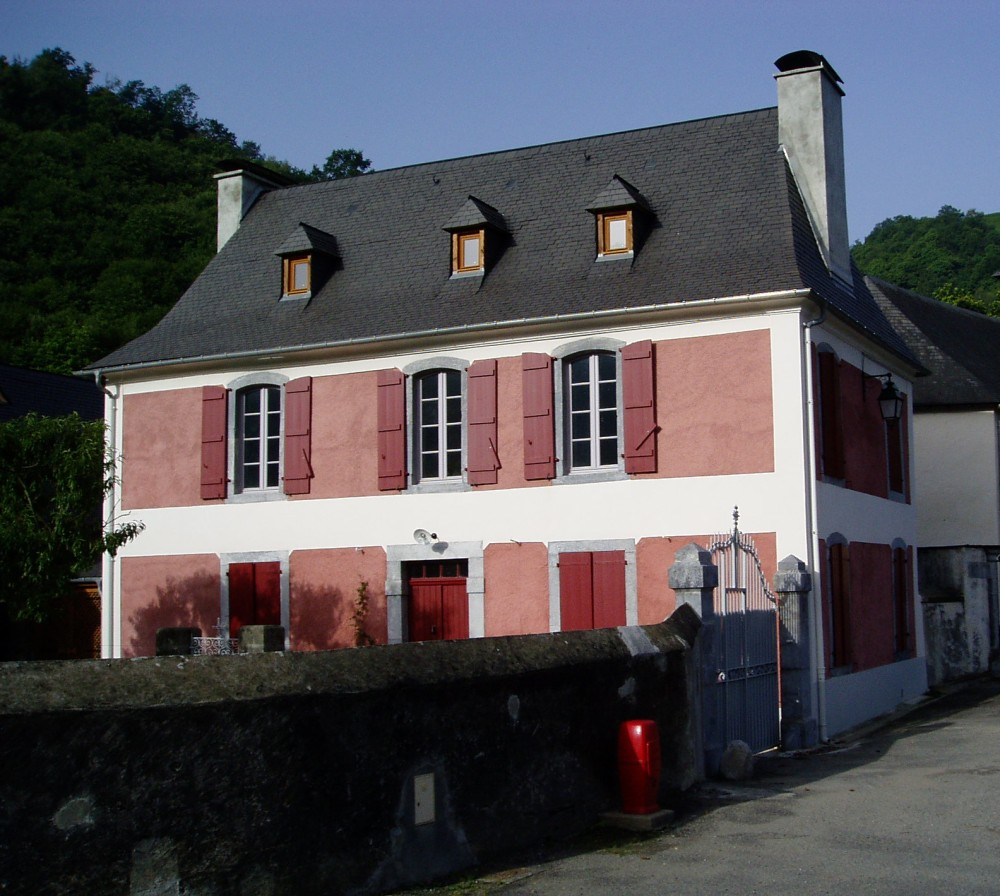
Photographie du presbytère après sa restauration en 2003.
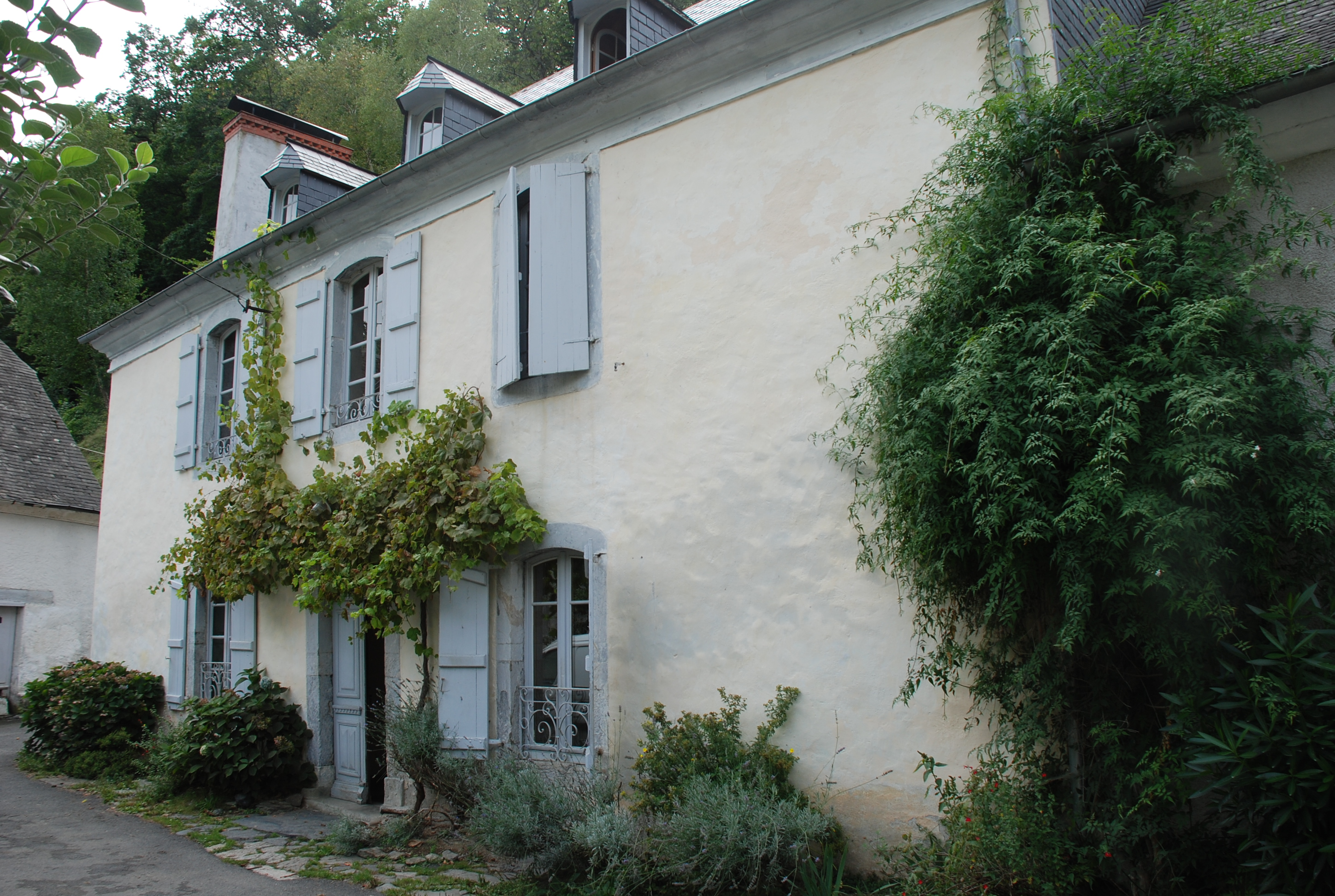
Maison à l'architecture traditionnelle typique du Pays de Lourdes.

#### Le château des barons des Angles

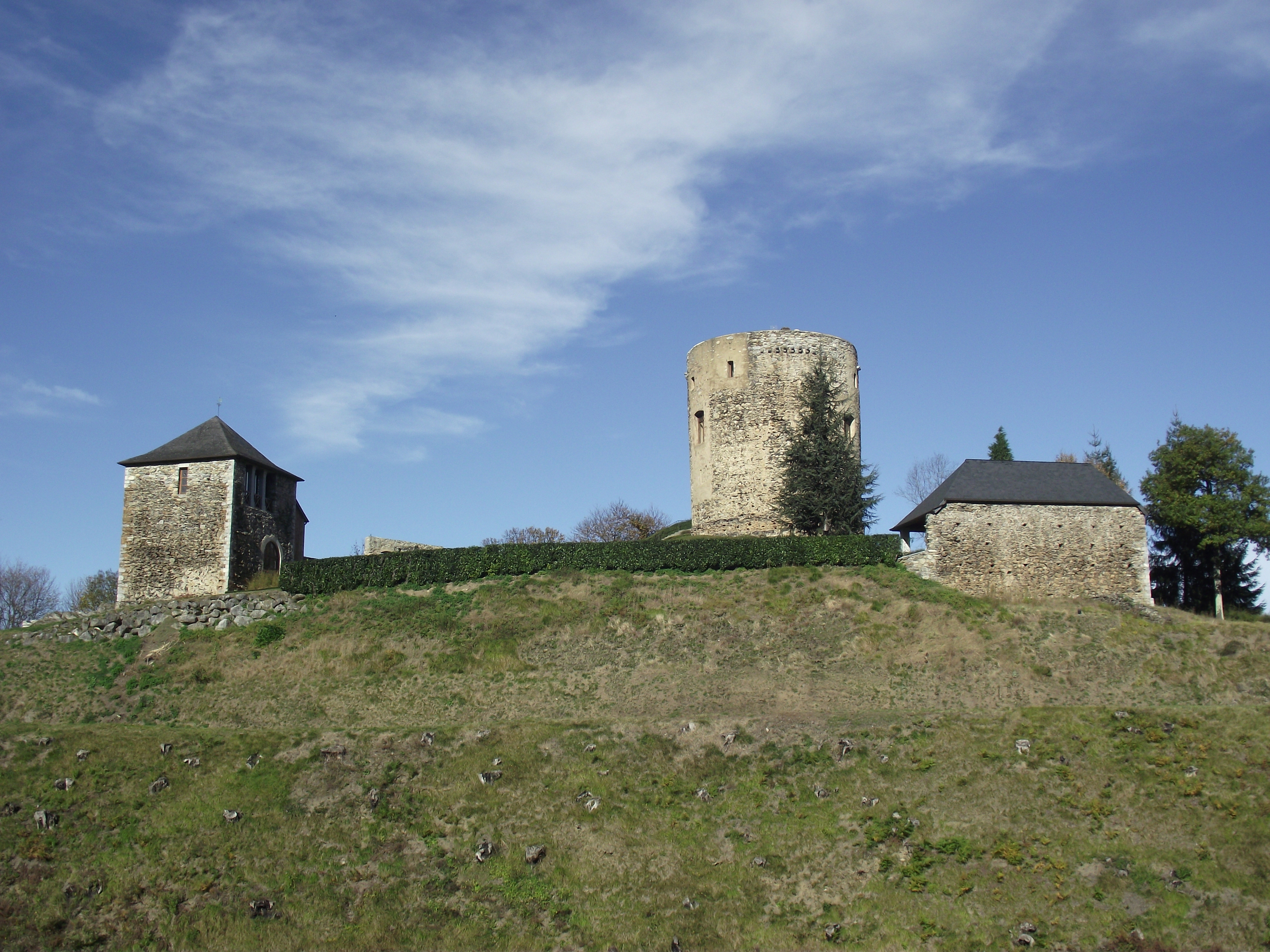
Chateau des Angles.

Le château fort des Angles, sur sa motte féodale, domine le village à l'écart de celui-ci.

Construit durant le XIe siècle, abandonné à partir du XVe par les barons des Angles, le château laissé à l'abandon tomba en ruines. Passé dans le domaine public, le château y demeura jusqu'en 1980. De l'édifice perdu au milieu des taillis de châtaigniers ne restait qu'une bâtisse à l'entrée du site et le donjon, imposant encore, dont une partie était écroulée. En 1980, Jack Cernaix et son épouse parvinrent à racheter les ruines et le terrain à la municipalité de l'époque,. Le donjon a été reconstruit, selon les plans des architectes des bâtiments de France, à l'identique de la construction originelle, ainsi que l'ancien logis qui est aujourd'hui un gîte rural. L'ensemble des bâtiments ainsi restaurés laisse une impression visuelle forte dans le paysage du territoire de la baronnie au point que ce château en est redevenu un élément identitaire repris dans le logo de la baronnie des Angles.

#### La Môle du Castet ou moulin banal

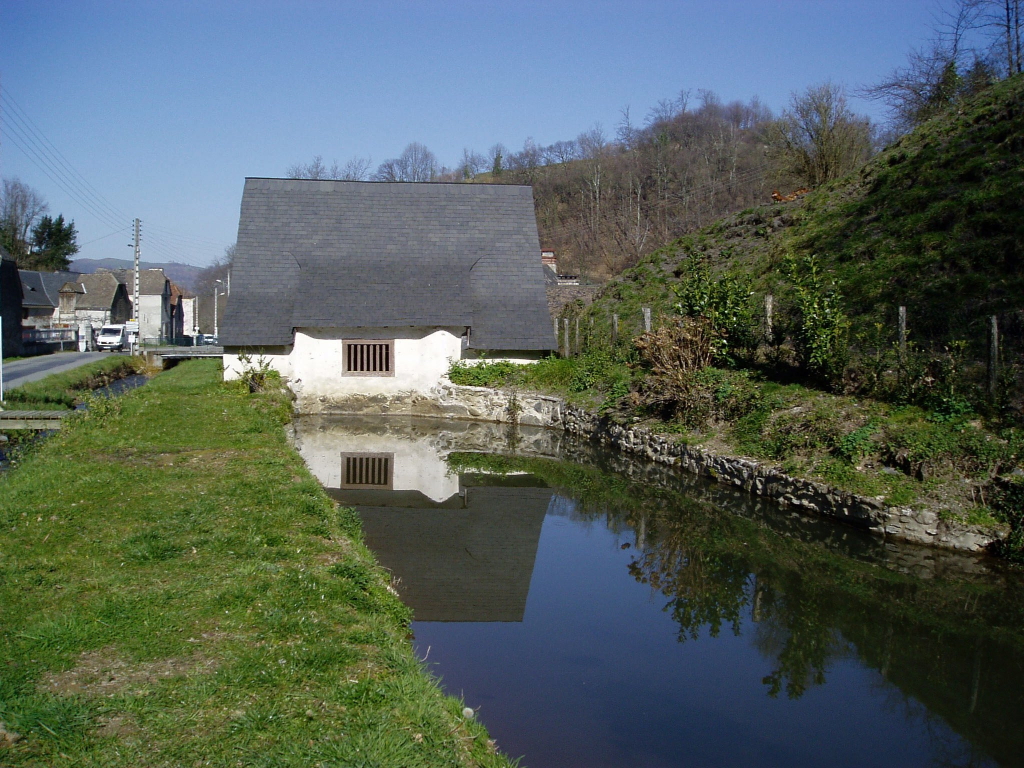
Moulin des Angles après sa restauration en 2002.

La Môle du Castet était un moulin à eau, déjà connu depuis 1429, soumis à banalité, dont le monopole appartenait au baron des Angles.
Ce petit moulin a été reconstruit en 1734 sous le château seigneurial. Il sera restauré en 1825, en 1849 et en 2002 par la commune. À la Révolution française, le droit de banalité aboli, le moulin est vendu en bien national. Une dizaine de familles se porteront acquéreur le 9 messidor de l'an IV. Ses deux roues tourneront jusqu'en 1985.
À l'abandon, la commune l'a racheté pour le restaurer et l'ouvrir au public en 2002 en le mettant en activité sur demande.
Le moulin est membre de l'association des moulins des Hautes-Pyrénées.
La visite et les démonstrations de mouture sont possibles sur demande auprès de la mairie.

### Personnalités liées à la commune
- La Maison Dupré (chez Casavant) fut la propriété de la famille Dupré, noblesse d’Empire. Cette famille est la branche maternelle du maréchal Foch.

### Héraldique
| Blason de Les Angles (Hautes-Pyrénées) | Blason  | D'azur à la bande d'or, accompagnée en chef d'une colombe essorante d'argent et en pointe d'un lion aussi d'or. |
| Blason de Les Angles (Hautes-Pyrénées) | Détails | Le statut officiel du blason reste à déterminer.                                                                |

## Voir aussi

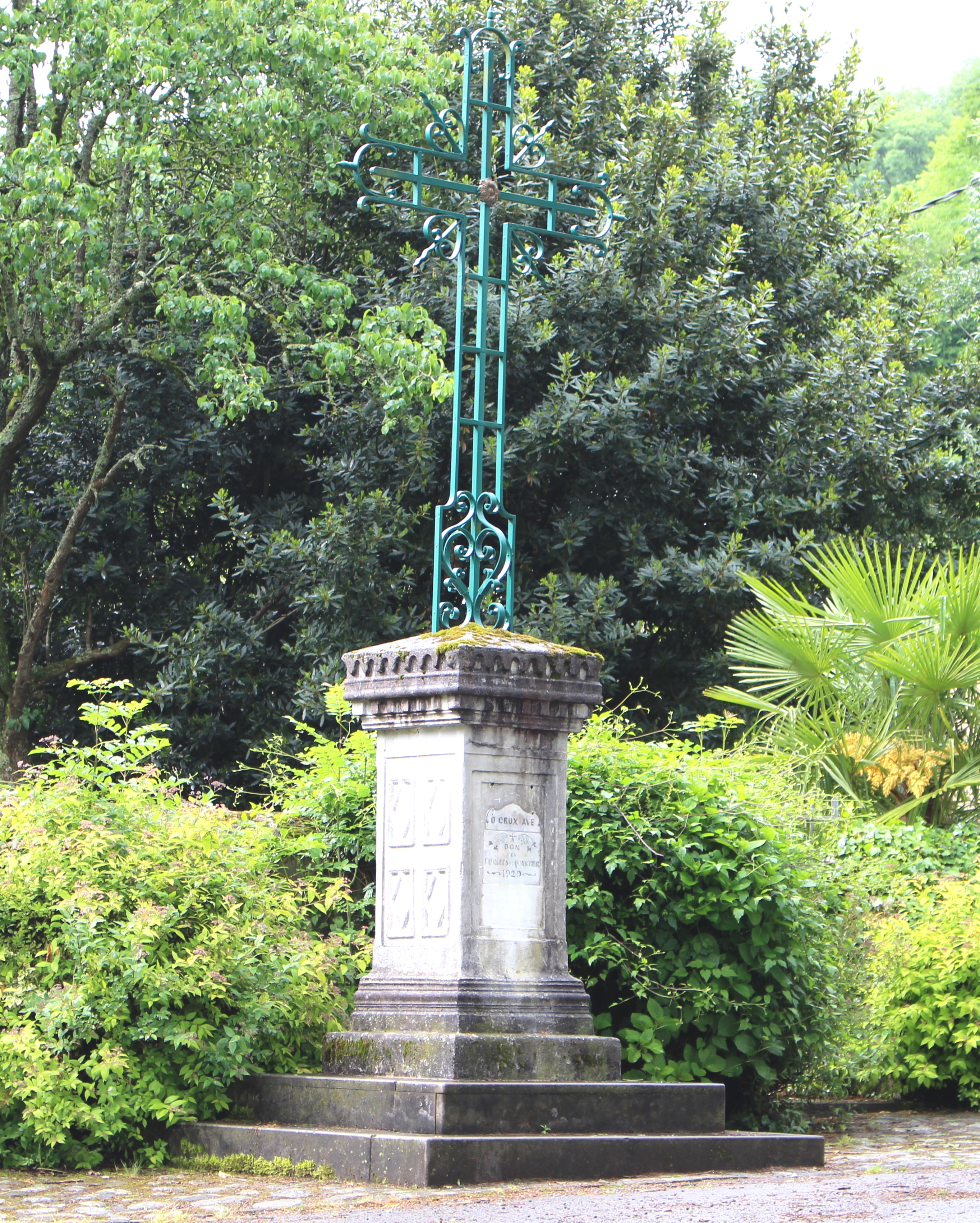
Une croix.